# نورتورف
نرتروف (بالألمانية: Nortorf) هي بلدة ألمانية تقع في ألمانيا في شليسفيغ هولشتاين. يقدر عدد سكانها بـ 6,401 نسمة .